# クリスタル・チョン
張紋嘉（クリスタル・チョン、Crystal Cheung、1985年7月21日 - ）は、香港出身の女性歌手、HotChaのメンバーである。本名は張維恩。香港理工大学卒業。
2007年、黎美言（ウィンキー・ライ）、張惠雅（リージェン・チョン）とともにHotChaを結成。

## 出演作品

### テレビドラマ
- 2007年：「森之愛情」（第8話：整容薬丸） - 衣料品店店員 役
- 2008年：「尖子攻略」 - Crystal 役

### 映画
- 2008年：『親愛的』 - Crystal 役
- 2008年：『絶代双嬌』 - fili 役
- 2009年：『短暫的生命』 - 張維恩（本人） 役

### 吹き替え作品
- 2008年：『超劇場版ケロロ軍曹3 ケロロ対ケロロ天空大決戦であります!』（広東語吹き替え版） - シヴァヴァ 役
- 2008年：『ストームライダー』

### バラエティ番組
- 2009年：「耳分高下」
- 2009年：「鉄甲無敵奨門人」

### 歌曲
- 2008年：『大開眼戒』(Live)
  - DVD『SEXXY-FUNИY-COOL 2.0 讃賀版』を収録。